# DFA (gruppo musicale)
DFA, acronimo di Duty Free Area, sono un gruppo musicale progressive rock italiano, precisamente di Verona, attivo dal 1997.

## Storia del gruppo
Nella sua carriera il gruppo ha prodotto tre album da studio (Lavori in corso del 1997, Duty Free Area del 1999 e 4th del 2008), un album dal vivo (Work in Progress del 2001) ed una riedizione dei primi due album da studio, cioè il doppio CD Kaleidoscope (del 2007).
Tra i concerti, va segnalata la partecipazione al festival di rock progressivo denominato NEARfest nel 2000, esperienza ripetuta dal gruppo nel 2009.
Il gruppo si scioglie nel 2009 in seguito a tour in America, Indonesia e Canada.

## Formazione
- Alberto De Grandis - batteria, percussioni, voce
- Luca Baldassari - basso
- Alberto Bonomi - tastiere, voce
- Silvio Minella - chitarra

### Altro
Dopo lo scioglimento del gruppo, nel pomeriggio del 26 giugno 2011, muore il tastierista del gruppo Alberto Bonomi, in seguito ad un tragico incidente stradale nei pressi di Peschiera del Garda.

## Discografia
- 1997: Lavori in corso (Scolopendra)
- 1999: Duty Free Area (Mellow Records)
- 2001: Work in Progress - Live (Moonjune Records)
- 2007: Kaleidoscope - riedizione dei primi due album (Moonjune Records)
- 2008: 4th (Moonjune Records)